# 谭晶
谭晶（1977年9月11日—），山西新绛人，生于山西侯马，中华人民共和国女歌唱家，国家一级演员，中国共产党党员，中国人民解放军副师级文职军官文职三级军衔，第十一届、十二届全国人大代表，全国十大杰出青年，中国第一位通俗唱法(现流行唱法)硕士研究生，中华全国青年联合会委员。與梦鸽同为李双江的关门女弟子。其夫为中国工程院院士邓中翰，两人育有二女，為雙胞胎。

## 生平
1994年考入中国音乐学院声乐系，专业民族声乐，1998年毕业，随即考入解放军总政治部歌舞团，2006年7月，于解放军艺术学院毕业获音乐学硕士学位。
2000年2月4日，她第一次登上央视春晚，与耿为华、刘春梅共同演唱了《花好月圆》；同年8月，获得中央电视台第九届全国青年歌手电视大奖赛专业组通俗唱法的金奖以及“观众最喜爱的歌手”称号。
2004年7月26日，在北京工人体育馆举办“在和平年代”军旅歌曲个人演唱会。
2006年9月12日，在奥地利維也納金色大厅举办“和谐之声-谭晶维也纳金色大厅独唱音乐会”。
2006年12月12日，在卡塔尔多哈举行的2006年亚洲运动会闭幕式的10分钟中国表演当中演唱了歌曲《中国之约》。
2008年1月，当选为第十一届全国人大代表（中国人民解放军代表团）。
2008年4月，与群星合唱北京奥运会倒计时百日主题歌《北京欢迎你》。北京奥运会开幕式，播放了谭晶演唱的《天空》作为放飛和平鴿的背景音乐。北京奥运会闭幕式，现场演唱了奥运歌曲《北京 北京 我爱北京》。青岛奥帆赛开幕式，她现场演唱了主题曲《爱的海洋》。北京残奥会开幕式，她与中国男高音范竞马现场合唱了残奥运歌曲《让我拥有你》，她成为唯一一位在北京奥运会开闭幕式又在北京残奥会演唱的歌唱家。
2008年年底榮獲第19屆中國十大傑出青年稱號。
2011年11月28日在英国伦敦皇家阿尔伯特音乐厅举办以“伦敦的约定”为主题的个人独唱音乐会。
2013年，当选为第十二届全国人大代表（中国人民解放军代表团）。
2016年，以“尖耳朵的阿凡达妹妹”为蒙面代号参加江苏卫视《蒙面唱将猜猜猜》。
2017年參加《歌手2017》，分别演唱曲目《再见青春》（第一期）、《九儿》（第二期）、《欲水》（第三期）、《定风波》（第四期）、《赛里木湖的月光》（第五期）、《怨苍天变了心》（第六期删减部分）、《Baby，До свидания（达尼亚）》（第七期删减部分），后在2月25日发文宣布退出。
2017年两会前，其全国人大代表资格由解放军代表团转为云南代表团。其本人于参加两会期间表明自己已经自主择业，不再是军人身份。12月，谭晶的工作室在云南大学东陆校区怀周院成立揭牌。
2019年11月11日，于澳大利亚悉尼举行“界·MORE——谭晶2019悉尼演唱会”。

## 代表作
1997年7月1日，庆祝香港回歸晚会，张国荣、刘欢、叶倩文、林子祥、巩俐、那英、谭晶压轴演唱《团聚》。电视剧《乔家大院》、《施琅大将军》、电影《我的长征》影视剧主题歌。

## 《歌手2017》
2017年1月，加盟湖南衛視《歌手2017》、為首發歌手，2月25日在微博上宣佈退出比賽。
| 歌手2017 譚晶競演排名 |              |          |                    |        |                                          |      |        |        |                                                       |
| 期數                  | 輪數         | 播出日期 | 演唱歌曲           | 原唱   | 歌曲介紹                                 | 排名 | 得票率 | 出埸序 | 備註                                                  |
| 1                     | 第一輪排位賽 | 1月21日  | 《再見青春》       | 汪 峰  | 詞／曲：汪 峰 編曲：劉 洲                | 5    | 10.44% | 7      | 個人最低得票率                                        |
| 2                     | 第一輪淘汰賽 | 1月28日  | 《九兒》           | 韓 紅  | 詞：阿 鯤、何其玲 曲：阿 鯤 編曲：閆天午 | 2    | 23.88% | 2      | 歌手互投第3名 兩場總成績第3名                         |
| 3                     | 第二輪補位賽 | 2月4日   | 《欲水》           | 齊 豫  | 詞／曲：陳煥昌 編曲：劉 洲               | 1    | 25.51% | 3      | 個人最高排名同得票率 歌手互投第1名                    |
| 4                     | 第二輪淘汰賽 | 2月11日  | 《定風波》         | 張學友 | 詞：岑偉宗 曲：高世章 編曲：梁翹柏       | 6    | 12.49% | 1      | 個人最低排名 兩場總成績第1名                          |
| 5                     | 第三輪補位賽 | 2月18日  | 《賽里木湖的月光》 | 譚 晶  | 詞：譚 晶、臨 渡、劉 洲 曲／編曲：劉 洲  | 1    | 21.21% | 7      | 個人最高排名 歌手互投第1名 前奏加入民歌《阿瓦爾古麗》 |
| 6                     | 第三輪淘汰賽 | 2月25日  | 《怨苍天變了心》   | 方季韋 | 詞：何厚華 曲：徐嘉良 編曲：閆天午       | 2    | 18.53% | 6      | 歌手互投第1名 兩場總成績第1名 抽樣觀眾投票第3名       |
| 7                     | 第四輪排位賽 | 3月4日   | 《達尼亞》         | 朴 樹  | 詞／曲：朴 樹 編曲：黎偌天               | 4    | 不詳   | 6      | 歌手互投第2名 間奏加入義大利戰歌《Bella ciao》        |

## 影視歌曲
- 《精忠傳奇》電視劇《精忠岳飛》片尾曲
- 〈英雄往來天地間〉，《三國》片尾曲
- 〈乖乖〉，《西遊伏妖篇》宣傳曲
- 〈唐韻〉，《大唐荣耀》片尾曲
- 〈眼前〉，《孤芳不自賞》片尾曲
- 〈晨露〉，《上书房》片尾曲(谭晶，沙宝亮)
- 〈春秋冬夏〉，《穿过寒冬拥抱你》宣传曲
- 《海闊天青》，《大明王朝1566》片尾曲
- <愛在香港 >， ＜ 愛在香港 >片尾曲

## 奖项
- 第13届华鼎奖 中国百强电视剧最佳主题曲演唱《看见》推拿

## 參见
- 宋祖英
- 张也
- 祖海
- 张燕
- 雷佳